# Cathédrale de la Major de Marseille
Cathédrale de la Major de Marseille (voluit: Cathédrale Sainte-Marie-Majeure de Marseille) is een neo-Byzantijnse kathedraal in de Franse stad Marseille. De kathedraal werd in 1896 door paus Leo XIII aangewezen als basiliek. Het is de zetel van het aartsbisdom Marseille.
De huidige kathedraal werd gebouwd van 1852 tot 1896 op de locatie waar al sinds de 5e eeuw kerken werden gebouwd. De restanten van de oude kerk op deze plek (Vieille Major) zijn nog zichtbaar overgebleven in de nabijheid van de nieuwe kerk.

## Galerij met foto's

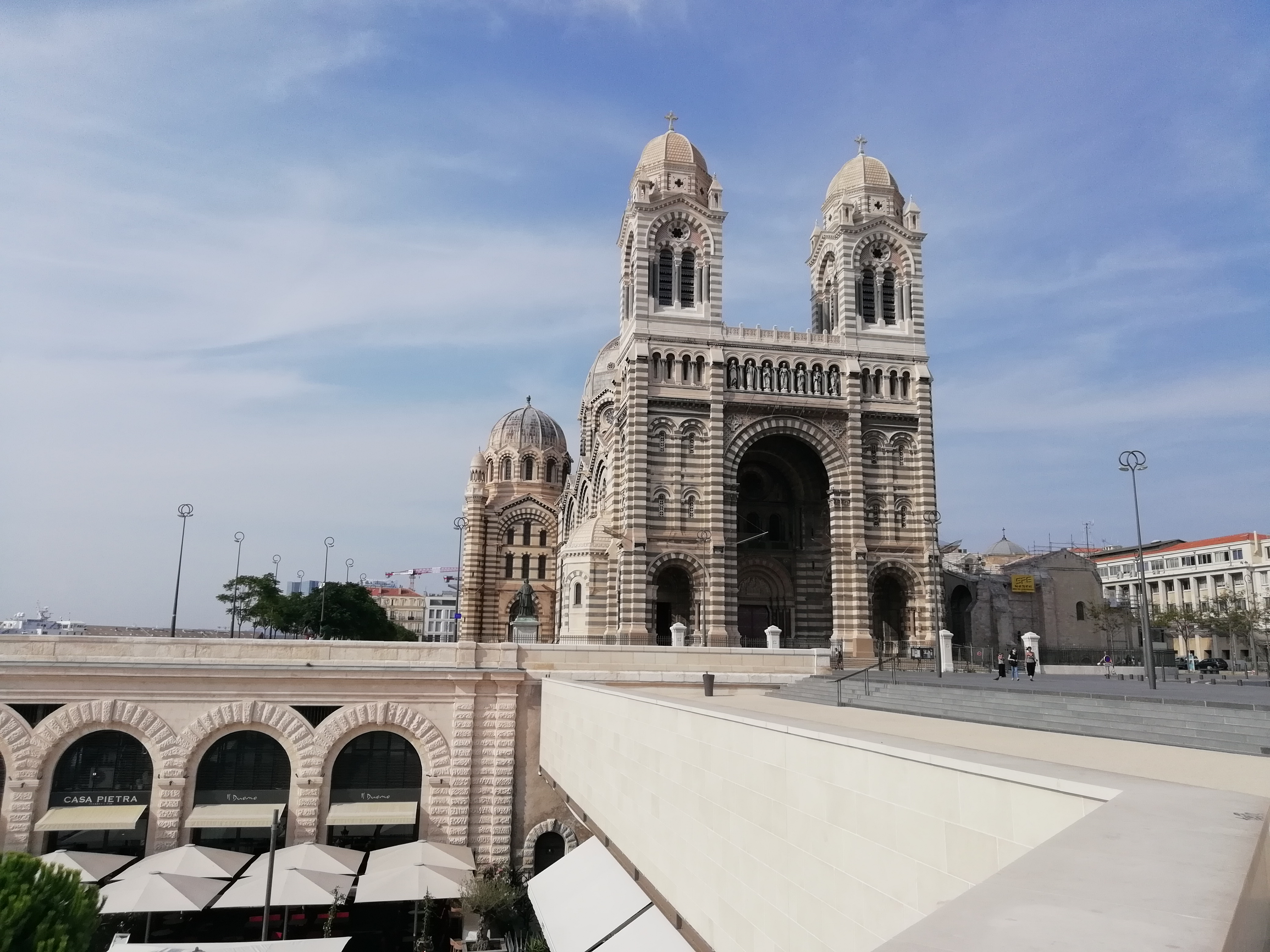
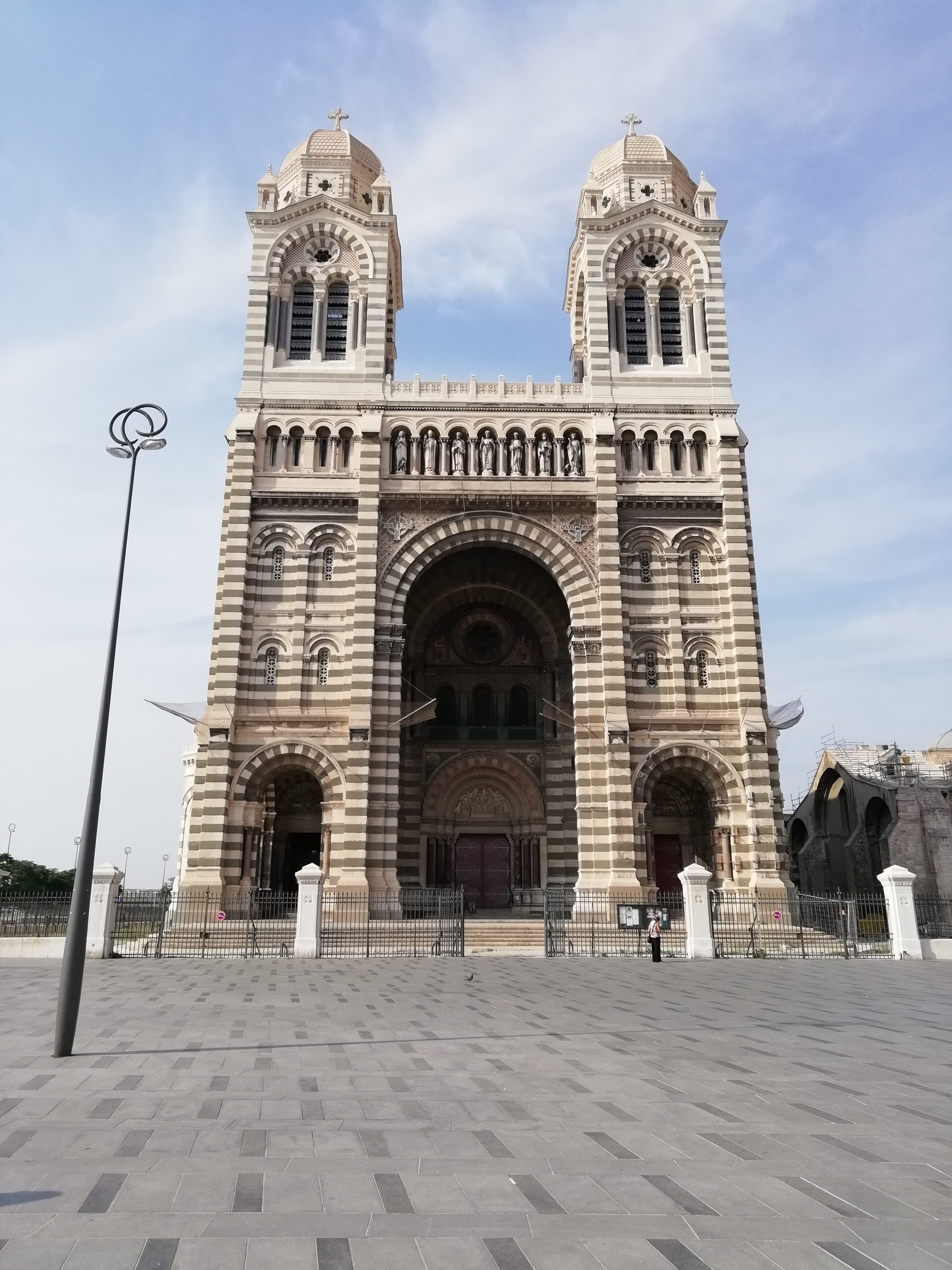